# Langdysse von Skelde Overballe
Der Langdysse von Skelde Overballe (auch Skeldehøjen genannt) liegt bei Skelde, im Broager Land, im südlichen Jütland in Dänemark. 
Das relativ gut erhaltene neolithische, etwa West-Ost orientierte Hünenbett mit einem Urdolmen am westlichen Ende, ist eine zwischen 3500 und 2800 v. Chr. errichtete Megalithanlage der Trichterbecherkultur (TBK) und wurde 1991 teilweise ausgegraben. 
Der langrechteckige Urdolmen besteht aus sechs Tragsteinen und hatte keinen erkennbaren Zugang. Der Deckstein fehlt. In der Kammer wurden zwei teilweise erhaltene Kragenflaschen gefunden.
Auf dem Hünenbett (dänisch Langdysse) wurde eine weitgehend abgetragene bronzezeitliche Röse (Periode II) gefunden. Der große runde Grabhügel überdeckte das Hünenbett mit Ausnahme des westlichen Endes. Der Rundhügel war früher mit einem Randsteinring aus besonders großen Steinen umgeben. Es gibt keinen Beleg einer zentralen Bestattung, für die diese Überhügelung ausgelegt war, aber das Grab einer reich ausgestatteten Frau wurde an der Nordwestseite des Hügels gefunden. Es enthielt Spiralohrringe aus Gold, Hals- und Fußringe aus Bronze, Bronzespiralen, Spiralplatten, einen Tutulus, Spiralperlen aus Gold und eine blaue Glasperle.
An der östlichen Seite des Hügels lag ein bronzezeitliches Urnengrab ohne Beigaben. 
Nach der Untersuchung, wurde die Anlage teilweise rekonstruiert.